# Edvard Persson
Edvard Persson (født: Carl Edvard Persson, 17. januar 1888 i Malmø, død 19. september 1957 i Helsingborg (begravet på Jonstorps kirkegård), var en svensk skuespiller og sanger. Han var en af Sveriges mest folkekære filmskuespiller, som i film efter film spillede en jovial og godmodig skåning.